# She Corporate Football Club
Le She Corporate FC est un club féminin de football ougandais basé dans le district de Nakawa à Kampala. 

## Histoire
Le She Corporate a participé à toutes les éditions du championnat ougandais de sa création en 2015 à l'édition 2022-2023.
En 2021-2022, les Sharks remportent le championnat d'Ouganda en devançant les Kampala Queens à la différence de buts. Le club se qualifie ainsi pour les éliminatoires de la Ligue des champions africaine. Les Sharks atteignent la finale du tournoi du CECAFA, butant sur les Simba Queens (1-0).
La saison suivante, le She Corporate termine le championnat à la neuvième place et est relégué en deuxième division.

## Palmarès
Championnat d'Ouganda (1) :
- Champion en 2021-2022
- Deuxième en 2015-2016[6]

Coupe d'Ouganda (0) :
- Finaliste en 2018

Ligue des champions du CECAFA (0) :
- Finaliste en 2022